# ایکس‌زد گاو
ایکس‌زد گاو یک ستاره است که در صورت فلکی ثور قرار دارد.